# Фляйсер, Марилуиза
Марилуизе Фляйсер (нем. Marieluise Fleißer; 23 ноября 1901[…], Ингольштадт, Королевство Бавария — 2 февраля 1974[…], Ингольштадт, Бавария) — немецкая писательница «новой деловитости».

## Биография
Родилась 23 ноября (по другим сведениям — 22 ноября) 1901 года в Ингольштадте.
В 1907 году пошла в школу, через два года стала посещать школу для девочек при монастыре Гнаденталь. В 1914 году переехала в Регенсбург и стала посещать гимназию для девочек, которой управляла англичанка. В гимназии начала читать Стриндберга и экспрессионистов.
После окончания гимназии в 1919 году (по другим данным — в 1920 году), поступила в Мюнхенский университет Людвига-Максимилиана, где изучала изучала историю и теорию театрального искусства у Артура Кучера. Первой её любовью стал Александр Вайкер. Университет не окончила.
В 1923 году в журнале Das Tage-Buch опубликована повесть Meine Zwillingsschwester Olga — первый сохранившийся и первый опубликованный её текст. В 1929 году она переиздана под названием Die Dreizehnjährigen. Переработала текст для сборника Abenteuer aus dem Englischen Garten (1969) и изменила концовку.
Познакомилась с Лионом Фейхтвангером, а через него в 1924 году с Бертольтом Брехтом. Стала любовницей Брехта.
Фейхтвангер и Брехт привлекли её к работе над пьесой «Жизнь Эдуарда II Английского», обработкой пьесы Кристофера Марло «Эдуард II», поставленной в Мюнхенском камерном театре в 1924 году.
В 1924 году, в возрасте 22 лет написала пьесу «Омовение ног» Die Fußwaschung. 25 апреля 1926 года под названием «Чистилище в Ингольштадте» (Fegefeuer in Ingolstadt) она была поставлена Паулем Бильдтом, помощником Брехта и коллективом «Юнге бюне» (Junge Bühne), основанным Морицем Зеелером, в Немецком театре. Елена Вайгель играла Клементину.
В 1926 году часто навещала Брехта в Аугсбурге. В том же году следом за Брехтом переехала в Берлин, где оставалась до 1927 года.
В 1927 году вернулась в Мюнхен. Позже отправилась на озеро Вёртер-Зе с пловцом и будущим мужем Беппом Хайндлем (Joseph (Bepp) Haindl).
В 1928 году вернулась в Ингольштадт, где состоялась помолвка с Беппом Хайндлем.
25 марта 1928 года в Дрезденском театре комедии состоялась премьера пьесы «Сапёры в Ингольштадте» (Pioniere in Ingolstadt), написанной вместе с Бертольтом Брехтом. Поставил её Ренато Мордо. 30 марта 1929 года переработанная пьеса поставлена Брехтом в «Театер ам Шиффбауэрдамм» в Берлине, что вызвало большой театральный скандал с политическим подтекстом. Скандал привёл к разрыву помолвки с Хайндлем, а в апреле — к разрыву отношений с Брехтом. Фляйсер в связи с реакцией подала иск о клевете против бургомистра Ингольштадта. Последнее слушание состоялось 14 февраля 1931 года в окружном суде Берлин-Митте. Бургомистр был оштрафован на 30 марок. Пьеса была написана на трудном для исполнения и восприятия баварском диалекте. Новый вариант, написанный автором в 1968 году на языке, близком к литературному, спас пьесу от забвения. В 1971 году вышла телевизионная экранизация Райнера Вернера Фасбиндера.
Первой её книгой стала «Фунт апельсинов и девять других историй Марилуизы Фляйсер из Ингольштадта» (Ein Pfund Orangen: Und neun andere Geschichten der Marieluise Fleißer aus Ingolstadt, 1929). Книжную обложку делал дизайнер Джордж Солтер, автор обложки романа «Берлин, Александерплац» Дёблина, опубликованного в том же году. Солтер эмигрировал в США после прихода нацистов к власти и коренным образом изменил дизайн книжной обложки в Америке.
В 1929 году Фляйсер совершает поездку в Швецию и помолвку с Хельмутом Дравсом-Тиксеном (Hellmut Draws-Tychsen, 1904—1973).
В 1929—1930 годах Фляйсер пишет драму Der Tiefseefisch.
В 1930 году совершает с Дравсом-Тиксеном трёхмесячное путешествие в Андорру.
В 1931 году в издательстве Густава Кипенхойера опубликовала свой единственный роман «Коммивояжер Фрида Гайер» (Mehlreisende Frieda Geier. Roman vom Rauchen, Sporteln, Lieben und Verkaufen). В 1960-е годы она переработала свой роман и, обновив содержание и язык, опубликовала его в 1972 году под новым названием «Украшение спортклуба» (Eine Zierde für den Verein. Roman vom Rauchen, Sporteln, Lieben und Verkaufen). Эльза-Софи Ях адаптировала роман для сцены и поставила в 2024 году в «Резиденцтеатер» в Мюнхене.
В 1932 году в издательстве Кипенхойера выходит книга Andorranische Abenteuer. Фляйсер сталкивается с финансовыми проблемами, переживает нервный срыв и совершает неудачную попытку самоубийства, осенью возвращается в Ингольштадт. В мае 1933 года возвращается в Берлин, но уже в июне вновь возвращается в Ингольштадт. Расторгает помолвку с Дравсом-Тиксеном.
После прихода нацистов к власти в Германии Фляйсер попала в «чёрный список» (Liste des schädlichen und unerwünschten Schrifttums).
В 1934 году у Фляйсер был роман с Георгом Хетцеляйном. Они переписываются в течение года. Хетцеляйн посылает около сотни писем с эротическими картинками. 
В 1935 году вышла замуж за владельца табачной лавки Йозефа Хайндля. Ей пришлось работать в лавке мужа и оставить творчество. В августе 1938 года у неё случается нервный срыв. В 1943 году её привлекли к работам в интересах армии. Из-за чрезмерной нагрузки у неё снова начались нервные расстройства. Мужу удалось добиться её освобождения от военной службы. Лишь в 1944 году написала трагедию «Карл Стюарт», а затем пьесу Der starke Stamm (1945), поставленную режиссёром Хансом Швайкартом в Мюнхенском камерном театре в 1950 году. После смерти мужа в 1958 году вернулась к литературной деятельности.
В 1954 году стала членом Баварской академии изящных искусств.
В 1960-е годы её творчество было заново открыто и повлияло на Райнера Вернера Фасбиндера, Франца Ксавера Крёца и Мартина Шперра.
В 1972 году издательство Suhrkamp Verlag опубликовало собрание сочинений.
В 1973 году награждена Баварским орденом «За заслуги».
Умерла 1 февраля 1974 года в Ингольштадте.

## Критика
Критик Альфред Керр прочитал рассказ Abenteuer aus dem Englischen Garten и в письме 18 января 1927 года писал: «Я очень люблю этот язык» (Ich liebe diese Sprache sehr).
Писатель и публицист Йозеф Брайтбах (1903—1980) в письме 3 июля 1966 года назвал Фляйсер «величайшей мастерицей языка со времён Дросте-Хюльсхофф» (größte Sprachkünstlerin seit der Droste-Hülshoff).
Эльфрида Елинек назвала Фляйсер «важнейшей женщиной-драматургом XX века» (die größte Dramatikerin des 20. Jahrhunderts). В интервью Елинек заявила:
Самая важная женщина-автор XX века — Марилуиза Фляйсер, которая не получила Нобелевскую премию, так что мне даже не разрешили бы её принять.
Оригинальный текст (нем.)Die bedeutendste Autorin des 20. Jahrhunderts ist Marie-Luise Fleißer, die hat keinen Nobelpreis bekommen, da dürfte ich ihn ja gar nicht annehmen.

## Дом-музей
Дом Марилуизы Фляйсер (Marieluise-Fleißer-Haus) входит в Городской музей Ингольштадта.

## Литературная премия имени Марилуизы Фляйсер
Литературная премия её имени, учреждённая городом Ингольштадт в 1981 году, со временем приобрела известность. В 2023 году её получила Лена Горелик.